# Robert Woodward Barnwell

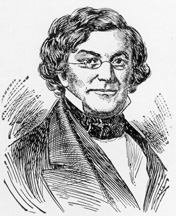
Robert Woodward Barnwell

Robert Woodward Barnwell (* 10. August 1801 in Beaufort, South Carolina; † 5. November 1882 in Columbia, South Carolina) war ein US-amerikanischer Politiker, der beiden Kammern des US-Kongresses und als Senator dem Konföderiertenkongress angehörte.

## Werdegang
Robert Woodward Barnwell entstammte einer wohlhabenden und einflussreichen Familie. Sein Vater Robert Barnwell saß im Kontinentalkongress und im Repräsentantenhaus der Vereinigten Staaten. Robert W. Barnwell begann seine vorangeschrittene Ausbildung am Beaufort College, graduierte aber später in Harvard. Anschließend kehrte er nach Hause zurück und verwaltete die Familienplantage.
Barnwells politische Karriere begann 1826, als er als Abgeordneter für das Beaufort County ins Repräsentantenhaus von South Carolina gewählt wurde. Er hielt das Mandat bis 1828, als er ins US-Repräsentantenhaus gewählt wurde. Barnwell war von 1829 bis 1833 Abgeordneter, da er eine erneute Kandidatur 1832 ablehnte. Von 1833 bis 1841 war er Leiter des South Carolina College, heute besser bekannt als University of South Carolina in Columbia.
Nach dem Tod von Franklin H. Elmore am 29. Mai 1850 wurde Barnwell zum US-Senator ernannt. Er übte das Mandat nur von Juni bis Dezember aus, da nach einer Sonderwahl der gewählte Robert Barnwell Rhett ihn von dem Posten verdrängte. Während dieses Zeitraums erforderte das dürftige Gleichgewicht zwischen den Nord- und Südstaatensenatoren derartige kurzfristige Bestellungen. Seine einzige Aktivität im Senat war die Beteiligung an der Aufnahme von Kalifornien als Staat. Vergebens bekämpfte er zunächst die Eigenstaatlichkeit, gab dann aber nach und betreute persönlich die Aufnahme eines der beiden kalifornischen Senator, John C. Frémont, in den Kongress.
1861 wurde Barnwell Deputierter zum provisorischen Konföderiertenkongress, abgehalten in Montgomery, Alabama. Als sich der Kongress am 4. Februar 1861 zum ersten Mal traf, ergriff William Parish Chilton das Wort und äußerte, dass Barnwell befristet zum Vorsitzenden des Kongresses ernannt werden sollte, bis dieser eine dauerhafte Einrichtung sei. Der Kongress bewilligte diesen Antrag, jedoch schon am selben Tag reichte Barnwell das Amt an Howell Cobb weiter. Am 9. Februar 1861 gab er seine Stimme im Kongress ab und sicherte so die Wahl von Jefferson Davis zum ersten Präsidenten der Konföderierten Staaten. Ferner unterzeichnete er die Verfassung der Konföderierten Staaten. Des Weiteren vertrat er South Carolina im Konföderiertensenat von 1861 bis 1865. Nach dem Sezessionskrieg kehrte er nach Columbia zurück, um an der Universität zu unterrichten. Von 1866 bis zu seinem Rücktritt 1873 war er am South Carolina College Vorsitzender der Fakultät. Barnwell war Sklavenhalter.
Er starb am 5. November 1882 in Columbia und wurde auf dem St. Helena's Churchyard in Beaufort beigesetzt.